# Puchar Kontynentalny 2019/2020
23. edycja Pucharu Kontynentalnego rozgrywana była od 20 września 2019 roku do 12 stycznia 2020 roku.
Ostateczne miejsca rozgrywanych turniejów zostały potwierdzone w Budapeszcie. Do rozgrywek przystąpił zespół aktualnego wicemistrza Polski – Cracovii, który rozpocznie rywalizację od III rundy i będzie gospodarzem turnieju eliminacyjnego.

## Uczestnicy
| Runda          | Data                    | Grupa   | Miejsce                                                   | Drużyna                                                                         |
| -------------- | ----------------------- | ------- | --------------------------------------------------------- | ------------------------------------------------------------------------------- |
| Pierwsza runda | 20–22 września 2019     | Grupa A | Silivrikapı Ice Skating Hall · Stambuł · Turcja           | KHK Crvena zvezda SK Irbis-Skate Skautafélag Akureyrar Zeytinburnu Belediyespor |
| Pierwsza runda | 20–22 września 2019     | Grupa B | Ice Skating Center Mechelen · Mechelen · Belgia           | KHL Medveščak Zagrzeb HYC Herentals CHH Txuri Urdin HC Bat Yam                  |
| Druga runda    | 18–20 października 2019 | Grupa C | Arena Terminal · Browary · Ukraina                        | Donbas Donieck HK Mogo Corona Braszów KHK Crvena zvezda                         |
| Druga runda    | 18–20 października 2019 | Grupa D | Arena Ritten · Ritten · Włochy                            | Ritten Sport Ferencvárosi TC HDD Olimpija Lublana CHH Txuri Urdin               |
| Trzecia runda  | 15–17 listopada 2019    | Grupa E | Frøs Arena · Vojens · Dania                               | SønderjyskE Ishockey Gothiques d'Amiens Nottingham Panthers Ferencvárosi TC     |
| Trzecia runda  | 15–17 listopada 2019    | Grupa F | Lodowisko im. Adama „Rocha” Kowalskiego · Kraków · Polska | Cracovia Bejbarys Atyrau HK Nioman Grodno Donbas Donieck                        |
| Superfinał     | 10–12 stycznia 2020     | Grupa G | Frøs Arena · Vojens · Dania                               | Nottingham Panthers HK Nioman Grodno SønderjyskE Ishockey Cracovia              |

## I runda

### Grupa A
Tabela

| Lp. | Zespół                   | M | Pkt | Z | WpD | PpD | P | G+ | G- | +/− |
| --- | ------------------------ | - | --- | - | --- | --- | - | -- | -- | --- |
| 1   | KHK Crvena zvezda        | 3 | 9   | 3 | 0   | 0   | 0 | 17 | 6  | +11 |
| 2   | Zeytinburnu Belediyespor | 3 | 6   | 2 | 0   | 0   | 1 | 11 | 12 | -1  |
| 3   | SK Irbis-Skate           | 3 | 3   | 1 | 0   | 0   | 2 | 9  | 10 | -1  |
| 4   | Skautafélag Akureyrar    | 3 | 0   | 0 | 0   | 0   | 3 | 4  | 13 | -9  |

Wyniki
| 20 września 2019 | Skautafélag Akureyrar | 1:6 | KHK Crvena zvezda | Silivrikapı Ice Skating Hall, Stambuł |

| Szczegóły      | Szczegóły             | Szczegóły       | Szczegóły | Szczegóły                                                                                     |
| -------------- | --------------------- | --------------- | --- | --------------------------------------------------------------------------------------------- |
| Godzina: 16:00 | E.K. Grant (PP) 17:44 | (1:2, 0:2, 0:2) | 06:27 (EQ) M. Dragović 12:23 (PP) W. Czegrincew 30:52 (PP) M. Brkusanin 31:19 (EQ) L. Vukićević 40:33 (EQ) P. Podunavac 57:01 (EQ) A. Zwick | Widzów: 80 Sędzia główny: Niki de Herdt Sędziowie liniowi: Berkay Aslanbey Ferhat Dogus Aygun |
| Godzina: 16:00 | 8 min. kar            |                 | 10 min. kar | Widzów: 80 Sędzia główny: Niki de Herdt Sędziowie liniowi: Berkay Aslanbey Ferhat Dogus Aygun |

| 20 września 2019 | SK Irbis-Skate | 3:5 | Zeytinburnu Belediyespor | Silivrikapı Ice Skating Hall, Stambuł |

| Szczegóły      | Szczegóły                                                              | Szczegóły       | Szczegóły                                                                                                 | Szczegóły                                                                              |
| -------------- | ---------------------------------------------------------------------- | --------------- | --- | -------------------------------------------------------------------------------------- |
| Godzina: 20:00 | S. Muchaczew (PP) 12:08 T. Georgiew (EQ) 39:29 S. Muchaczew (EQ) 55:25 | (1:1, 1:2, 1:2) | 19:40 (PP) B. Dunford 24:01 (PP) H. Kycza 25:53 (PP) E. Özmen 46:46 (EQ) S. Czernenko 59:33 (EN) Y. Halil | Widzów: 220 Sędzia główny: Alexei Roshchyn Sędziowie liniowi: Murat Aygun Halit Sengul |
| Godzina: 20:00 | 16 min. kar                                                            |                 | 14 min. kar                                                                                               | Widzów: 220 Sędzia główny: Alexei Roshchyn Sędziowie liniowi: Murat Aygun Halit Sengul |

| 21 września 2019 | SK Irbis-Skate | 3:0 | Skautafélag Akureyrar | Silivrikapı Ice Skating Hall, Stambuł |

| Szczegóły      | Szczegóły                                                         | Szczegóły       | Szczegóły  | Szczegóły                                                                           |
| -------------- | ----------------------------------------------------------------- | --------------- | ---------- | ----------------------------------------------------------------------------------- |
| Godzina: 14:00 | J. Dušička (EQ) 08:36 M. Nakow (EQ) 38:30 S. Muchaczew (PP) 58:38 | (1:0, 1:0, 1:0) |            | Widzów: 92 Sędzia główny: Miro Smerdelj Sędziowie liniowi: Murat Aygun Halit Sengul |
| Godzina: 14:00 | 10 min. kar                                                       |                 | 6 min. kar | Widzów: 92 Sędzia główny: Miro Smerdelj Sędziowie liniowi: Murat Aygun Halit Sengul |

| 21 września 2019 | KHK Crvena zvezda | 6:2 | Zeytinburnu Belediyespor | Silivrikapı Ice Skating Hall, Stambuł |

| Szczegóły      | Szczegóły | Szczegóły       | Szczegóły                               | Szczegóły                                                                                      |
| -------------- | --- | --------------- | --------------------------------------- | ---------------------------------------------------------------------------------------------- |
| Godzina: 18:00 | M. Dragović (EQ) 13:02 W. Czegrincew (PP) 20:28 I. Janković (PP) 30:44 I. Janković (PS) 49:44 I. Anić (PP) 53:04 I. Janković (EN) 59:55 | (1:1, 2:1, 3:0) | 07:04 (EQ) Y. Halil 34:18 (EQ) F. Faner | Widzów: 140 Sędzia główny: Niki de Herdt Sędziowie liniowi: Berkay Aslanbey Ferhat Dogus Aygun |
| Godzina: 18:00 | 12 min. kar |                 | 18 min. kar                             | Widzów: 140 Sędzia główny: Niki de Herdt Sędziowie liniowi: Berkay Aslanbey Ferhat Dogus Aygun |

| 22 września 2019 | KHK Crvena zvezda | 5:3 | SK Irbis-Skate | Silivrikapı Ice Skating Hall, Stambuł |

| Szczegóły      | Szczegóły | Szczegóły       | Szczegóły                                                        | Szczegóły                                                                                |
| -------------- | --- | --------------- | ---------------------------------------------------------------- | ---------------------------------------------------------------------------------------- |
| Godzina: 14:00 | U. Novaković (PP) 21:47 M. Daniel (EQ) 22:08 M. Daniel (PP) 27:26 W. Czegrincew (PP) 33:20 M. Dragović (SH) 42:31 | (0:0, 4:2, 1:1) | 23:07 (EQ) J. Dušička 25:50 (PP) M. Nakow 55:36 (PP) T. Georgiew | Widzów: 64 Sędzia główny: Alexei Roshchyn Sędziowie liniowi: Berkay Aslanbey Murat Aygun |
| Godzina: 14:00 | 14 min. kar |                 | 26 min. kar                                                      | Widzów: 64 Sędzia główny: Alexei Roshchyn Sędziowie liniowi: Berkay Aslanbey Murat Aygun |

| 22 września 2019 | Zeytinburnu Belediyespor | 4:3 | Skautafélag Akureyrar | Silivrikapı Ice Skating Hall, Stambuł |

| Szczegóły      | Szczegóły                                                                               | Szczegóły       | Szczegóły                                                                   | Szczegóły                                                                                   |
| -------------- | --------------------------------------------------------------------------------------- | --------------- | --------------------------------------------------------------------------- | ------------------------------------------------------------------------------------------- |
| Godzina: 18:00 | F. Bakal (EQ) 27:05 F. Bakal (EQ) 45:13 A. Wojciechowski (PP) 46:32 E. Özmen (PP) 49:41 | (0:0, 1:3, 3:0) | 23:39 (EQ) E. Birgisson 24:16 (EQ) M. Stefansson 35:28 (EQ) A.M. Mikaelsson | Widzów: 172 Sędzia główny: Miro Smerdelj Sędziowie liniowi: Ferhat Dogus Aygun Halit Sengul |
| Godzina: 18:00 | 2 min. kar                                                                              |                 | 10 min. kar                                                                 | Widzów: 172 Sędzia główny: Miro Smerdelj Sędziowie liniowi: Ferhat Dogus Aygun Halit Sengul |

### Grupa B
Tabela

| Lp. | Zespół                | M | Pkt | Z | WpD | PpD | P | G+ | G- | +/− |
| --- | --------------------- | - | --- | - | --- | --- | - | -- | -- | --- |
| 1   | CHH Txuri Urdin       | 3 | 9   | 3 | 0   | 0   | 0 | 17 | 7  | +10 |
| 2   | KHL Medveščak Zagrzeb | 3 | 6   | 2 | 0   | 0   | 1 | 17 | 13 | +4  |
| 3   | HYC Herentals         | 3 | 3   | 1 | 0   | 0   | 2 | 11 | 13 | -2  |
| 4   | HC Bat Yam            | 3 | 0   | 0 | 0   | 0   | 3 | 12 | 24 | -12 |

Wyniki
| 20 września 2019 | CHH Txuri Urdin | 7:1 | KHL Medveščak Zagrzeb | Ice Skating Center Mechelen, Mechelen |

| Szczegóły      | Szczegóły | Szczegóły       | Szczegóły           | Szczegóły                                                                           |
| -------------- | --- | --------------- | ------------------- | ----------------------------------------------------------------------------------- |
| Godzina: 16:00 | L. Giménez (SH) 02:24 P. Macháček (EQ) 04:20 P. Macháček (EQ) 05:22 P. Alberdi (PP) 08:22 P. Fuentes (PP) 18:32 P. Macháček (EQ) 42:46 P. Alberdi (PP) 49:58 | (5:0, 0:1, 2:0) | 23:40 (PP) M. Šakić | Widzów: 111 Sędzia główny: Murat Cucu Sędziowie liniowi: Jos Korte Frederic Monnaie |
| Godzina: 16:00 | 20 min. kar |                 | 10 min. kar         | Widzów: 111 Sędzia główny: Murat Cucu Sędziowie liniowi: Jos Korte Frederic Monnaie |

| 20 września 2019 | HYC Herentals | 7:4 | HC Bat Yam | Ice Skating Center Mechelen, Mechelen |

| Szczegóły      | Szczegóły | Szczegóły       | Szczegóły                                                                                 | Szczegóły                                                                                                   |
| -------------- | --- | --------------- | ----------------------------------------------------------------------------------------- | --- |
| Godzina: 20:00 | E. Daems (EQ) 15:53 B. Coolen (EQ) 26:13 N. Pancel (EQ) 28:09 B. Vercammen (EQ) 46:50 M. Morgan (PP) 51:40 N. Pancel (EQ) 55:18 N. Pancel (EQ) 58:22 | (1:3, 2:0, 4:1) | 01:25 (EQ) E. Bernstein 10:36 (EQ) J. Greenberg 18:24 (PP) D. Mazour 54:24 (SH) A. Spivak | Widzów: 280 Sędzia główny: Jeronimus den Ridder Sędziowie liniowi: Chris van Grinsven Maarten van den Acker |
| Godzina: 20:00 | 33 min. kar |                 | 18 min. kar                                                                               | Widzów: 280 Sędzia główny: Jeronimus den Ridder Sędziowie liniowi: Chris van Grinsven Maarten van den Acker |

| 21 września 2019 | KHL Medveščak Zagrzeb | 12:4 | HC Bat Yam | Ice Skating Center Mechelen, Mechelen |

| Szczegóły      | Szczegóły | Szczegóły       | Szczegóły                                                                                     | Szczegóły                                                                                                 |
| -------------- | --- | --------------- | --------------------------------------------------------------------------------------------- | --- |
| Godzina: 16:00 | R. Platužić (EQ) 01:55 R. Platužić (EQ) 02:12 D. Buković (EQ) 03:10 I. Kaleb (EQ) 12:37 R. Platužić (EQ) 21:47 B. Fičur (PP) 23:02 S. Čizmadija (EQ) 27:42 L. Ružić (EQ) 36:58 S. Čizmadija (EQ) 37:40 D. Vedlin (EQ) 44:27 M. Šakić (PP) 57:50 D. Vedlin (EQ) 59:28 | (4:0, 5:2, 3:2) | 32:49 (EQ) E. Kozhevnikov 37:55 (EQ) J. Greenberg 45:43 (EQ) J. Cohen 51:23 (EQ) K. Kostiukow | Widzów: 200 Sędzia główny: Jeronimus den Ridder Sędziowie liniowi: Frederic Monnaie Maarten van den Acker |
| Godzina: 16:00 | 12 min. kar |                 | 22 min. kar                                                                                   | Widzów: 200 Sędzia główny: Jeronimus den Ridder Sędziowie liniowi: Frederic Monnaie Maarten van den Acker |

| 21 września 2019 | HYC Herentals | 2:5 | CHH Txuri Urdin | Ice Skating Center Mechelen, Mechelen |

| Szczegóły      | Szczegóły                                   | Szczegóły       | Szczegóły | Szczegóły                                                                                 |
| -------------- | ------------------------------------------- | --------------- | --- | ----------------------------------------------------------------------------------------- |
| Godzina: 20:00 | J. van Mele (EQ) 50:48 B. Coolen (EQ) 54:54 | (0:3, 0:1, 2:1) | 01:13 (EQ) P. Zaballa 09:32 (PP) L. Giménez 12:25 (PP2) P. Macháček 32:17 (SH) M. Mendizabal 58:41 (EN) L. Giménez | Widzów: 320 Sędzia główny: Nebojsa Ivanov Sędziowie liniowi: Jos Korte Chris van Grinsven |
| Godzina: 20:00 | 14 min. kar                                 |                 | 14 min. kar | Widzów: 320 Sędzia główny: Nebojsa Ivanov Sędziowie liniowi: Jos Korte Chris van Grinsven |

| 22 września 2019 | HC Bat Yam | 4:5 | CHH Txuri Urdin | Ice Skating Center Mechelen, Mechelen |

| Szczegóły      | Szczegóły                                                                           | Szczegóły       | Szczegóły | Szczegóły                                                                                 |
| -------------- | ----------------------------------------------------------------------------------- | --------------- | --- | ----------------------------------------------------------------------------------------- |
| Godzina: 16:00 | A. Spivak (SH) 24:55 D. Mazour (PP) 26:27 A. Spivak (PP) 30:54 A. Spivak (SH) 54:20 | (0:1, 3:1, 1:3) | 07:51 (EQ) L. Giménez 38:35 (PP) P. Macháček 44:04 (EQ) M. Mendizabal 44:41 (EQ) G. Matyas 59:20 (EQ) L. Giménez | Widzów: 180 Sędzia główny: Nebojsa Ivanov Sędziowie liniowi: Jos Korte Chris van Grinsven |
| Godzina: 16:00 | 43 min. kar                                                                         |                 | 6 min. kar | Widzów: 180 Sędzia główny: Nebojsa Ivanov Sędziowie liniowi: Jos Korte Chris van Grinsven |

| 22 września 2019 | KHL Medveščak Zagrzeb | 4:2 | HYC Herentals | Ice Skating Center Mechelen, Mechelen |

| Szczegóły      | Szczegóły                                                                               | Szczegóły       | Szczegóły                                | Szczegóły                                                                                       |
| -------------- | --------------------------------------------------------------------------------------- | --------------- | ---------------------------------------- | ----------------------------------------------------------------------------------------------- |
| Godzina: 20:00 | I. Kaleb (EQ) 00:59 I. Jačmenjak (EQ) 31:11 D. Vedlin (EQ) 39:22 R. Platužić (EQ) 39:44 | (1:0, 3:2, 0:0) | 30:26 (EQ) M. Morgan 38:35 (PP) T. Mayea | Widzów: 295 Sędzia główny: Murat Cucu Sędziowie liniowi: Frederic Monnaie Maarten van den Acker |
| Godzina: 20:00 | 42 min. kar                                                                             |                 | 16 min. kar                              | Widzów: 295 Sędzia główny: Murat Cucu Sędziowie liniowi: Frederic Monnaie Maarten van den Acker |

## II runda

### Grupa C
Tabela

| Lp. | Zespół            | M | Pkt | Z | WpD | PpD | P | G+ | G- | +/− |
| --- | ----------------- | - | --- | - | --- | --- | - | -- | -- | --- |
| 1   | Donbas Donieck    | 3 | 8   | 2 | 1   | 0   | 0 | 17 | 3  | +14 |
| 2   | HK Mogo           | 3 | 7   | 2 | 0   | 1   | 0 | 13 | 7  | +6  |
| 3   | Corona Braszów    | 3 | 3   | 1 | 0   | 0   | 2 | 11 | 16 | -5  |
| 4   | KHK Crvena zvezda | 3 | 0   | 0 | 0   | 0   | 3 | 5  | 20 | -15 |

Wyniki
| 18 października 2019 | Corona Braszów | 3:5 | HK Mogo | Arena Terminal, Browary |

| Szczegóły      | Szczegóły                                                            | Szczegóły       | Szczegóły | Szczegóły                                                                                               |
| -------------- | -------------------------------------------------------------------- | --------------- | --- | --- |
| Godzina: 16:00 | Ch. Harrison (EQ) 42:49 P. Borysenko (PP) 47:41 C. Fowlie (EQ) 49:20 | (0:2, 0:1, 3:2) | 15:52 (EQ) V. Mamonovs 19:30 (EQ) E. Kurmis 38:08 (PP) G. Gricinskis 45:51 (EQ) G. Gricinskis 58:32 (EQ) A. Siksnis | Widzów: 254 Sędzia główny: Mikael Holm Tomas Orolin Sędziowie liniowi: Siergij Charaberjusz Ilja Chołow |
| Godzina: 16:00 | 8 min. kar                                                           |                 | 10 min. kar | Widzów: 254 Sędzia główny: Mikael Holm Tomas Orolin Sędziowie liniowi: Siergij Charaberjusz Ilja Chołow |

| 18 października 2019 | Donbas Donieck | 7:0 | KHK Crvena zvezda | Arena Terminal, Browary |

| Szczegóły      | Szczegóły | Szczegóły       | Szczegóły  | Szczegóły                                                                                                  |
| -------------- | --- | --------------- | ---------- | --- |
| Godzina: 19:30 | I. Karanczuk (EQ) 02:59 A. Jakowlew (PP) 14:02 A. Materuchin (EQ) 32:30 I. Karanczuk (EQ) 34:08 J. Bełuchin (EQ) 48:09 W. Zacharow (EQ) 54:10 A. Jakowlew (EQ) 58:02 | (2:0, 0:0, 3:0) |            | Widzów: 1328 Sędzia główny: Miha Bulovec Alex Lazzeri Sędziowie liniowi: Anton Peretiatko Oleksij Riabikow |
| Godzina: 19:30 | 4 min. kar |                 | 8 min. kar | Widzów: 1328 Sędzia główny: Miha Bulovec Alex Lazzeri Sędziowie liniowi: Anton Peretiatko Oleksij Riabikow |

| 19 października 2019 | HK Mogo | 6:1 | KHK Crvena zvezda | Arena Terminal, Browary |

| Szczegóły      | Szczegóły | Szczegóły       | Szczegóły             | Szczegóły                                                                                            |
| -------------- | --- | --------------- | --------------------- | --- |
| Godzina: 14:30 | G. Gricinskis (EQ) 00:52 K. Ozoliņš (EQ) 03:31 R. Maslovskis (EQ) 38:57 E. Želubovskis (EQ) 48:05 G. Gricinskis (EQ) 55:21 E. Želubovskis (EQ) 57:48 | (2:0, 1:1, 3:0) | 37:40 (EQ) M. Popović | Widzów: 311 Sędzia główny: Miha Bulovec Tomas Orolin Sędziowie liniowi: Ilja Chołow Anton Peretiatko |
| Godzina: 14:30 | 4 min. kar |                 | 2 min. kar            | Widzów: 311 Sędzia główny: Miha Bulovec Tomas Orolin Sędziowie liniowi: Ilja Chołow Anton Peretiatko |

| 19 października 2019 | Donbas Donieck | 7:1 | Corona Braszów | Arena Terminal, Browary |

| Szczegóły      | Szczegóły | Szczegóły       | Szczegóły                | Szczegóły |
| -------------- | --- | --------------- | ------------------------ | --- |
| Godzina: 18:30 | A. Materuchin (EQ) 03:35 C. Wilson (PP) 09:37 A. Wasiljew (EQ) 25:01 A. Podziņš (EQ) 31:03 A. Materuchin (EQ) 41:31 I. Karanczuk (EQ) 51:08 J. Nikiforow (EQ) 56:39 | (2:0, 2:1, 3:0) | 25:14 (EQ) L. Stephenson | Widzów: 1514 Sędzia główny: Mikael Holm Alex Lazzeri Sędziowie liniowi: Siergij Charaberjusz Oleksij Riabikow |
| Godzina: 18:30 | 12 min. kar |                 | 12 min. kar              | Widzów: 1514 Sędzia główny: Mikael Holm Alex Lazzeri Sędziowie liniowi: Siergij Charaberjusz Oleksij Riabikow |

| 20 października 2019 | KHK Crvena zvezda | 4:7 | Corona Braszów | Arena Terminal, Browary |

| Szczegóły      | Szczegóły                                                                                 | Szczegóły       | Szczegóły | Szczegóły                                                                                            |
| -------------- | ----------------------------------------------------------------------------------------- | --------------- | --- | --- |
| Godzina: 14:30 | M. Brkusanin (EQ) 24:57 W. Czegrincew (EQ) 25:13 I. Anić (PP) 50:08 J. Kasicki (EQ) 58:47 | (0:2, 2:3, 2:2) | 13:25 (PP) P. Borysenko 18:28 (EQ) P. Balázs 27:23 (EQ) J-F. Plante 36:45 (EQ) G. Bíró 38:29 (EQ) M. Bíró 40:12 (EQ) N. Armstrong 55:11 (EQ) M. Bíró | Widzów: 329 Sędzia główny: Miha Bulovec Alex Lazzeri Sędziowie liniowi: Ilja Chołow Anton Peretiatko |
| Godzina: 14:30 | 2 min. kar                                                                                |                 | 8 min. kar | Widzów: 329 Sędzia główny: Miha Bulovec Alex Lazzeri Sędziowie liniowi: Ilja Chołow Anton Peretiatko |

| 20 października 2019 | HK Mogo | 2:3 pk. | Donbas Donieck | Arena Terminal, Browary |

| Szczegóły      | Szczegóły                                   | Szczegóły                 | Szczegóły                                                           | Szczegóły |
| -------------- | ------------------------------------------- | ------------------------- | ------------------------------------------------------------------- | --- |
| Godzina: 18:30 | R. Demiters (PP)52:45 J. Ozoliņš (EQ) 56:24 | (0:0, 0:1, 2:1, 0:0, 0:1) | 21:23 (SH) A. Materuchin 57:4- (EQ) W. Mazur 65:00 (SO) A. Wasiljew | Widzów: 1933 Sędzia główny: Mikael Holm Tomas Orolin Sędziowie liniowi: Siergij Charaberjusz Oleksij Riabikow |
| Godzina: 18:30 | 8 min. kar                                  |                           | 14 min. kar                                                         | Widzów: 1933 Sędzia główny: Mikael Holm Tomas Orolin Sędziowie liniowi: Siergij Charaberjusz Oleksij Riabikow |

### Grupa D
Tabela

| Lp. | Zespół               | M | Pkt | Z | WpD | PpD | P | G+ | G- | +/− |
| --- | -------------------- | - | --- | - | --- | --- | - | -- | -- | --- |
| 1   | Ferencvárosi TC      | 3 | 9   | 3 | 0   | 0   | 0 | 12 | 3  | +9  |
| 2   | Ritten Sport         | 3 | 5   | 1 | 1   | 0   | 1 | 13 | 5  | +8  |
| 3   | HDD Olimpija Lublana | 3 | 4   | 1 | 0   | 1   | 1 | 9  | 6  | +3  |
| 4   | CHH Txuri Urdin      | 3 | 0   | 0 | 0   | 0   | 3 | 2  | 22 | -20 |

Wyniki
| 18 października 2019 | Ferencvárosi TC | 6:0 | CHH Txuri Urdin | Arena Ritten, Ritten |

| Szczegóły      | Szczegóły | Szczegóły       | Szczegóły   | Szczegóły |
| -------------- | --- | --------------- | ----------- | --- |
| Godzina: 16:00 | M. Fitzgerald (PP) 02:24 R. Hajós (EQ) 09:16 R. Hajós (EQ) 18:58 A. Tóth (EQ) 21:40 G. Nagy (PP) 28:09 B. Switzer (EQ) 45:34 | (3:0, 2:0, 1:0) |             | Widzów: 250 Sędzia główny: Pierre Dehaen Jevgenijs Griskevics Sędziowie liniowi: Piero Giacomozzi Davide Mantovani |
| Godzina: 16:00 | 10 min. kar |                 | 14 min. kar | Widzów: 250 Sędzia główny: Pierre Dehaen Jevgenijs Griskevics Sędziowie liniowi: Piero Giacomozzi Davide Mantovani |

| 18 października 2019 | HDD Olimpija Lublana | 1:2 pk. | Ritten Sport | Arena Ritten, Ritten |

| Szczegóły      | Szczegóły            | Szczegóły                 | Szczegóły                                   | Szczegóły                                                                                                |
| -------------- | -------------------- | ------------------------- | ------------------------------------------- | --- |
| Godzina: 20:00 | S. Rajsar (EQ) 38:25 | (0:1, 1:0, 0:0, 0:0, 0:1) | 00:28 (EQ) R. Obuchowski 65:00 (SO) M. Lane | Widzów: 678 Sędzia główny: Nebojsa Ivanov Christoph Sternat Sędziowie liniowi: Jacopo Pace Antonio Piras |
| Godzina: 20:00 | 16 min. kar          |                           | 20 min. kar                                 | Widzów: 678 Sędzia główny: Nebojsa Ivanov Christoph Sternat Sędziowie liniowi: Jacopo Pace Antonio Piras |

| 19 października 2019 | Ferencvárosi TC | 3:2 | HDD Olimpija Lublana | Arena Ritten, Ritten |

| Szczegóły      | Szczegóły                                                          | Szczegóły       | Szczegóły                                | Szczegóły |
| -------------- | ------------------------------------------------------------------ | --------------- | ---------------------------------------- | --- |
| Godzina: 16:00 | A. Pavuk (EQ) 10:06 L. Kärmeniemi (EQ) 10:29 R. Kulmala (EQ) 26:30 | (2:2, 1:0, 0:0) | 08:48 (EQ) L. Zorko 18:36 (EQ) N. Simsic | Widzów: 225 Sędzia główny: Jevgenijs Griskevics Nebojsa Ivanov Sędziowie liniowi: Davide Mantovani Jacopo Pace |
| Godzina: 16:00 | 10 min. kar                                                        |                 | 8 min. kar                               | Widzów: 225 Sędzia główny: Jevgenijs Griskevics Nebojsa Ivanov Sędziowie liniowi: Davide Mantovani Jacopo Pace |

| 19 października 2019 | Ritten Sport | 10:1 | CHH Txuri Urdin | Arena Ritten, Ritten |

| Szczegóły      | Szczegóły | Szczegóły       | Szczegóły              | Szczegóły |
| -------------- | --- | --------------- | ---------------------- | --- |
| Godzina: 20:00 | A. Frei (EQ) 16:17 R. Gabri (EQ) 23:52 J. Kostner (EQ) 25:06 M. Lane (EQ) 35:34 M. Lane (EQ) 39:47 M. Lane (PP) 40:36 R. Gazzola (PP) 42:35 R. Gazzola (PP2) 45:23 S. Kostner (EQ) 48:11 R. Gabri (EQ) 57:21 | (1:1, 4:0, 5:0) | 03:44 (SH) P. Macháček | Widzów: 837 Sędzia główny: Pierre Dehaen Christoph Sternat Sędziowie liniowi: Piero Giacomozzi Antonio Piras |
| Godzina: 20:00 | 2 min. kar |                 | 28 min. kar            | Widzów: 837 Sędzia główny: Pierre Dehaen Christoph Sternat Sędziowie liniowi: Piero Giacomozzi Antonio Piras |

| 20 października 2019 | CHH Txuri Urdin | 1:6 | HDD Olimpija Lublana | Arena Ritten, Ritten |

| Szczegóły      | Szczegóły            | Szczegóły       | Szczegóły | Szczegóły                                                                                               |
| -------------- | -------------------- | --------------- | --- | --- |
| Godzina: 14:00 | M. Klepac (PP) 47:48 | (0:0, 0:3, 1:3) | 20:43 (EQ) N. Simšič 30:04 (EQ) L. Zorko 35:37 (EQ) S. Rajsar 53:11 (EQ) A. Mušič 56:10 (PP) G. Koren 56:49 (EQ) N. Brus | Widzów: 100 Sędzia główny: Pierre Dehaen Nebojsa Ivanov Sędziowie liniowi: Piero Giacomozzi Jacopo Pace |
| Godzina: 14:00 | 26 min. kar          |                 | 54 min. kar | Widzów: 100 Sędzia główny: Pierre Dehaen Nebojsa Ivanov Sędziowie liniowi: Piero Giacomozzi Jacopo Pace |

| 20 października 2019 | Ritten Sport | 1:3 | Ferencvárosi TC | Arena Ritten, Ritten |

| Szczegóły      | Szczegóły             | Szczegóły       | Szczegóły                                                           | Szczegóły |
| -------------- | --------------------- | --------------- | ------------------------------------------------------------------- | --- |
| Godzina: 18:00 | S. Kostner (PP) 06:31 | (1:2, 0:0, 0:1) | 02:48 (EQ) B. Switzer 14:37 (PP) L. Kärmeniemi 58:03 (EQ) A. Nemeth | Widzów: 1278 Sędzia główny: Jevgenijs Griskevics Christoph Sternat Sędziowie liniowi: Davide Mantovani Antonio Piras |
| Godzina: 18:00 | 12 min. kar           |                 | 12 min. kar                                                         | Widzów: 1278 Sędzia główny: Jevgenijs Griskevics Christoph Sternat Sędziowie liniowi: Davide Mantovani Antonio Piras |

## III runda

### Grupa E
Tabela

| Lp. | Zespół               | M | Pkt | Z | WpD | PpD | P | G+ | G- | +/− |
| --- | -------------------- | - | --- | - | --- | --- | - | -- | -- | --- |
| 1   | Nottingham Panthers  | 3 | 6   | 2 | 0   | 0   | 1 | 10 | 7  | +3  |
| 2   | SønderjyskE Ishockey | 3 | 6   | 2 | 0   | 0   | 1 | 8  | 6  | +2  |
| 3   | Gothiques d'Amiens   | 3 | 3   | 1 | 0   | 0   | 2 | 8  | 8  | 0   |
| 4   | Ferencvárosi TC      | 3 | 3   | 1 | 0   | 0   | 2 | 5  | 10 | -5  |

Wyniki
| 15 listopada 2019 | Gothiques d'Amiens | 2:4 | Nottingham Panthers | Frøs Arena, Vojens |

| Szczegóły      | Szczegóły                                   | Szczegóły       | Szczegóły                                                                        | Szczegóły |
| -------------- | ------------------------------------------- | --------------- | -------------------------------------------------------------------------------- | --- |
| Godzina: 16:00 | F. Sabatier (EQ) 04:36 T. Giroux (EQ) 52:45 | (1:1, 0:2, 1:1) | 04:06 (EQ) J. Hansen 28:33 (PP) J. Hansen 32:18 (EQ) W. Quist 43:21 (EQ) S. Herr | Widzów: 749 Sędzia główny: Konstantin Czubenko Miklos Haszonits Sędziowie liniowi: Frederik Andersen Albert Ankerstjerne |
| Godzina: 16:00 | 8 min. kar                                  |                 | 4 min. kar                                                                       | Widzów: 749 Sędzia główny: Konstantin Czubenko Miklos Haszonits Sędziowie liniowi: Frederik Andersen Albert Ankerstjerne |

| 15 listopada 2019 | SønderjyskE Ishockey | 3:1 | Ferencvárosi TC | Frøs Arena, Vojens |

| Szczegóły      | Szczegóły                                                   | Szczegóły       | Szczegóły             | Szczegóły |
| -------------- | ----------------------------------------------------------- | --------------- | --------------------- | --- |
| Godzina: 19:30 | P. Lane (EQ) 13:13 M. Little (EQ) 27:07 S. Frank (EN) 59:57 | (1:0, 1:1, 1:0) | 20:38 (EQ) B. Switzer | Widzów: 2217 Sędzia główny: Mirosław Jarec Bartosz Kaczmarek Sędziowie liniowi: Andreas Weise Kroyer Simon Molgaard |
| Godzina: 19:30 | 4 min. kar                                                  |                 | 4 min. kar            | Widzów: 2217 Sędzia główny: Mirosław Jarec Bartosz Kaczmarek Sędziowie liniowi: Andreas Weise Kroyer Simon Molgaard |

| 16 listopada 2019 | Nottingham Panthers | 2:3 | Ferencvárosi TC | Frøs Arena, Vojens |

| Szczegóły      | Szczegóły                                | Szczegóły       | Szczegóły                                                    | Szczegóły |
| -------------- | ---------------------------------------- | --------------- | ------------------------------------------------------------ | --- |
| Godzina: 16:00 | B. Perlini (EQ) 08:55 S. Herr (EA) 57:40 | (1:1, 0:2, 1:0) | 05:12 (EQ) G. Nagy 32:39 (EQ) D. Roczanov 33:42 (EQ) G. Nagy | Widzów: 678 Sędzia główny: Konstantin Czubenko Mirosław Jarec Sędziowie liniowi: Frederik Andersen Andreas Weise Kroyer |
| Godzina: 16:00 | 12 min. kar                              |                 | 6 min. kar                                                   | Widzów: 678 Sędzia główny: Konstantin Czubenko Mirosław Jarec Sędziowie liniowi: Frederik Andersen Andreas Weise Kroyer |

| 16 listopada 2019 | SønderjyskE Ishockey | 3:1 | Gothiques d'Amiens | Frøs Arena, Vojens |

| Szczegóły      | Szczegóły                                                     | Szczegóły       | Szczegóły            | Szczegóły |
| -------------- | ------------------------------------------------------------- | --------------- | -------------------- | --- |
| Godzina: 19:30 | S. Frank (EQ) 43:29 D. Nielsen (EQ) 49:31 S. Frank (EN) 58:55 | (0:0, 0:1, 3:0) | 26:05 (EQ) B. Bruche | Widzów: 2519 Sędzia główny: Miklos Haszonits Bartosz Kaczmarek Sędziowie liniowi: Albert Ankerstjerne Simon Molgaard |
| Godzina: 19:30 | 8 min. kar                                                    |                 | 6 min. kar           | Widzów: 2519 Sędzia główny: Miklos Haszonits Bartosz Kaczmarek Sędziowie liniowi: Albert Ankerstjerne Simon Molgaard |

| 17 listopada 2019 | Ferencvárosi TC | 1:5 | Gothiques d'Amiens | Frøs Arena, Vojens |

| Szczegóły      | Szczegóły              | Szczegóły       | Szczegóły                                                                                                  | Szczegóły |
| -------------- | ---------------------- | --------------- | --- | --- |
| Godzina: 15:00 | L.S. Farkas (EQ) 56:27 | (0:0, 0:2, 1:3) | 23:51 (PP) T. Giroux 34:15 (EQ) M. Babcock 49:36 (EQ) T. Giroux 59:13 (EN) J. Verrier 59:45 (EN) T. Giroux | Widzów: 521 Sędzia główny: Konstantin Czubenko Bartosz Kaczmarek Sędziowie liniowi: Frederik Andersen Simon Molgaard |
| Godzina: 15:00 | 10 min. kar            |                 | 18 min. kar                                                                                                | Widzów: 521 Sędzia główny: Konstantin Czubenko Bartosz Kaczmarek Sędziowie liniowi: Frederik Andersen Simon Molgaard |

| 17 listopada 2019 | Nottingham Panthers | 4:2 | SønderjyskE Ishockey | Frøs Arena, Vojens |

| Szczegóły      | Szczegóły                                                                               | Szczegóły       | Szczegóły                             | Szczegóły |
| -------------- | --------------------------------------------------------------------------------------- | --------------- | ------------------------------------- | --- |
| Godzina: 18:30 | B. Perlini (EQ) 02:45 J. Talbot (EQ) 23:09 A. Deutsch (EQ) 26:35 J. DeSantis (PP) 27:41 | (1:0, 3:1, 0:1) | 38:52 (EQ) P. Lane 41:38 (EQ) M. Lund | Widzów: 2640 Sędzia główny: Miklos Haszonits Mirosław Jarec Sędziowie liniowi: Albert Ankerstjerne Andreas Weise Kroyer |
| Godzina: 18:30 | 16 min. kar                                                                             |                 | 12 min. kar                           | Widzów: 2640 Sędzia główny: Miklos Haszonits Mirosław Jarec Sędziowie liniowi: Albert Ankerstjerne Andreas Weise Kroyer |

### Grupa F
Tabela

| Lp. | Zespół           | M | Pkt | Z | WpD | PpD | P | G+ | G- | +/− |
| --- | ---------------- | - | --- | - | --- | --- | - | -- | -- | --- |
| 1   | HK Nioman Grodno | 3 | 5   | 1 | 1   | 0   | 1 | 10 | 8  | +2  |
| 2   | Cracovia         | 3 | 5   | 1 | 1   | 0   | 1 | 6  | 7  | -1  |
| 3   | Donbas Donieck   | 3 | 5   | 1 | 0   | 2   | 0 | 9  | 9  | 0   |
| 4   | Bejbarys Atyrau  | 3 | 3   | 1 | 0   | 0   | 2 | 9  | 10 | -1  |

Wyniki
| 15 listopada 2019 | HK Nioman Grodno | 4:3 pd. | Donbas Donieck | Lodowisko im. Adama „Rocha” Kowalskiego, Kraków |

| Szczegóły      | Szczegóły                                                                                    | Szczegóły            | Szczegóły                                                           | Szczegóły                                                                                                 |
| -------------- | -------------------------------------------------------------------------------------------- | -------------------- | ------------------------------------------------------------------- | --- |
| Godzina: 14:00 | A. Lewsza (EQ) 01:58 J. Stepanow (PP) 09:02 I. Wariwonczik (EQ) 41:23 J. Stepanow (PP) 62:09 | (2:0, 0:1, 1:2, 1:0) | 24:15 (EQ) J. Belukhin 49:53 (EQ) A. Podziņš 54:24 (EQ) W. Zacharow | Widzów: 400 Sędzia główny: Pierre Dehaen Mads Frandsen Sędziowie liniowi: Paweł Kosidło Dariusz Pobożniak |
| Godzina: 14:00 | 6 min. kar                                                                                   |                      | 22 min. kar                                                         | Widzów: 400 Sędzia główny: Pierre Dehaen Mads Frandsen Sędziowie liniowi: Paweł Kosidło Dariusz Pobożniak |

| 15 listopada 2019 | Cracovia | 3:2 | Bejbarys Atyrau | Lodowisko im. Adama „Rocha” Kowalskiego, Kraków |

| Szczegóły      | Szczegóły                                                      | Szczegóły       | Szczegóły                                     | Szczegóły                                                                                                 |
| -------------- | -------------------------------------------------------------- | --------------- | --------------------------------------------- | --- |
| Godzina: 19:00 | O. Mikula (EQ) 02:51 O. Mikula (PP) 03:47 D. Kapica (EQ) 58:58 | (2:1, 0:0, 1:1) | 11:44 (EQ) S. Filonow 56:23 (EQ) D. Stiepanow | Widzów: 1000 Sędzia główny: Pavel Halas Jr Christoph Sternat Sędziowie liniowi: Andrzej Nenko Wiktor Zień |
| Godzina: 19:00 | 6 min. kar                                                     |                 | 12 min. kar                                   | Widzów: 1000 Sędzia główny: Pavel Halas Jr Christoph Sternat Sędziowie liniowi: Andrzej Nenko Wiktor Zień |

| 16 listopada 2019 | Bejbarys Atyrau | 3:5 | Donbas Donieck | Lodowisko im. Adama „Rocha” Kowalskiego, Kraków |

| Szczegóły      | Szczegóły                                                             | Szczegóły       | Szczegóły | Szczegóły |
| -------------- | --------------------------------------------------------------------- | --------------- | --- | --- |
| Godzina: 14:00 | A. Wiszniakow (EQ) 13:35 J. Deriabin (EQ) 21:25 D. Makarow (PP) 42:30 | (1:1, 1:3, 1:1) | 12:23 (SH) I. Karanczuk 21:14 (EQ) I. Karanczuk 23:18 (EQ) W. Lalka 28:34 (EQ) I. Karanczuk 58:32 (EN) J. Nikiforow | Widzów: 900 Sędzia główny: Mads Frandsen Christoph Sternat Sędziowie liniowi: Andrzej Nenko Dariusz Pobożniak |
| Godzina: 14:00 | 18 min. kar                                                           |                 | 10 min. kar | Widzów: 900 Sędzia główny: Mads Frandsen Christoph Sternat Sędziowie liniowi: Andrzej Nenko Dariusz Pobożniak |

| 16 listopada 2019 | HK Nioman Grodno | 4:1 | Cracovia | Lodowisko im. Adama „Rocha” Kowalskiego, Kraków |

| Szczegóły      | Szczegóły                                                                       | Szczegóły       | Szczegóły               | Szczegóły                                                                                             |
| -------------- | ------------------------------------------------------------------------------- | --------------- | ----------------------- | --- |
| Godzina: 19:00 | A. Kisły (EQ) 26:18 A. Kisły (EQ) 28:30 A. Kisły (EQ) 31:54 N. Susło (EQ) 33:24 | (0:0, 4:0, 0:1) | 45:58 (EQ) B. Bychawski | Widzów: 1400 Sędzia główny: Pierre Dehaen Pavel Halas Jr Sędziowie liniowi: Paweł Kosidło Wiktor Zień |
| Godzina: 19:00 | 4 min. kar                                                                      |                 | 12 min. kar             | Widzów: 1400 Sędzia główny: Pierre Dehaen Pavel Halas Jr Sędziowie liniowi: Paweł Kosidło Wiktor Zień |

| 17 listopada 2019 | Bejbarys Atyrau | 4:2 | HK Nioman Grodno | Lodowisko im. Adama „Rocha” Kowalskiego, Kraków |

| Szczegóły      | Szczegóły                                                                                      | Szczegóły       | Szczegóły                                    | Szczegóły                                                                                                  |
| -------------- | ---------------------------------------------------------------------------------------------- | --------------- | -------------------------------------------- | --- |
| Godzina: 14:00 | W. Mitriakow (SH) 01:38 K. Kulikow (SH) 03:39 I. Stepanienko (PP) 21:17 A. Pisariew (EQ) 31:00 | (2:2, 2:0, 0:0) | 11:30 (EQ) J. Stiepanow 12:17 (EQ) W. Turkin | Widzów: 300 Sędzia główny: Pavel Halas Jr Christoph Sternat Sędziowie liniowi: Paweł Kosidło Andrzej Nenko |
| Godzina: 14:00 | 14 min. kar                                                                                    |                 | 12 min. kar                                  | Widzów: 300 Sędzia główny: Pavel Halas Jr Christoph Sternat Sędziowie liniowi: Paweł Kosidło Andrzej Nenko |

| 17 listopada 2019 | Donbas Donieck | 1:2 pk. | Cracovia | Lodowisko im. Adama „Rocha” Kowalskiego, Kraków |

| Szczegóły      | Szczegóły           | Szczegóły                 | Szczegóły                                      | Szczegóły                                                                                                |
| -------------- | ------------------- | ------------------------- | ---------------------------------------------- | --- |
| Godzina: 19:00 | W. Lalka (EQ) 43:35 | (0:0, 0:1, 1:0, 0:0, 0:1) | 32:01 (EQ) K. Bryniczka 65:00 (SO) M. Vachovec | Widzów: 1400 Sędzia główny: Pierre Dehaen Mads Frandsen Sędziowie liniowi: Dariusz Pobożniak Wiktor Zień |
| Godzina: 19:00 | 6 min. kar          |                           | 6 min. kar                                     | Widzów: 1400 Sędzia główny: Pierre Dehaen Mads Frandsen Sędziowie liniowi: Dariusz Pobożniak Wiktor Zień |

## Superfinał
Tabela

| Lp. | Zespół               | M | Pkt | Z | WpD | PpD | P | G+ | G- | +/− |
| --- | -------------------- | - | --- | - | --- | --- | - | -- | -- | --- |
| 1   | SønderjyskE Ishockey | 3 | 7   | 1 | 2   | 0   | 0 | 9  | 5  | +4  |
| 2   | Nottingham Panthers  | 3 | 7   | 2 | 0   | 1   | 0 | 9  | 8  | +1  |
| 3   | HK Nioman Grodno     | 3 | 4   | 1 | 0   | 1   | 1 | 8  | 8  | 0   |
| 4   | Cracovia             | 3 | 0   | 0 | 0   | 0   | 3 | 4  | 9  | -5  |

Wyniki
| 10 stycznia 2020 | HK Nioman Grodno | 2:0 | Cracovia | Frøs Arena, Vojens |

| Szczegóły      | Szczegóły                               | Szczegóły       | Szczegóły  | Szczegóły                                                                                        |
| -------------- | --------------------------------------- | --------------- | ---------- | ------------------------------------------------------------------------------------------------ |
| Godzina: 16:00 | J. Hurri (EQ) 20:57 A. Kisły (PP) 26:02 | (0:0, 2:0, 0:0) |            | Widzów: 673 Sędzia główny: Adam Kika Marc Wiegand Sędziowie liniowi: Danny Beresford Rene Jensen |
| Godzina: 16:00 | 8 min. kar                              |                 | 6 min. kar | Widzów: 673 Sędzia główny: Adam Kika Marc Wiegand Sędziowie liniowi: Danny Beresford Rene Jensen |

| 10 stycznia 2020 | SønderjyskE Ishockey | 2:1 pk. | Nottingham Panthers | Frøs Arena, Vojens |

| Szczegóły      | Szczegóły                                | Szczegóły                 | Szczegóły              | Szczegóły |
| -------------- | ---------------------------------------- | ------------------------- | ---------------------- | --- |
| Godzina: 19:30 | S. Frank (PP) 56:51 J. Maylan (PS) 65:00 | (0:0, 0:1, 1:0, 0:0, 1:0) | 38:29 (EQ) B. Connelly | Widzów: 3368 Sędzia główny: Aaro Brännare Daniel Piechaczek Sędziowie liniowi: Clément Goncalves Elias Seewald |
| Godzina: 19:30 | 6 min. kar                               |                           | 16 min. kar            | Widzów: 3368 Sędzia główny: Aaro Brännare Daniel Piechaczek Sędziowie liniowi: Clément Goncalves Elias Seewald |

| 11 stycznia 2020 | Nottingham Panthers | 4:3 | Cracovia | Frøs Arena, Vojens |

| Szczegóły      | Szczegóły                                                                       | Szczegóły       | Szczegóły                                                        | Szczegóły                                                                                                   |
| -------------- | ------------------------------------------------------------------------------- | --------------- | ---------------------------------------------------------------- | --- |
| Godzina: 16:00 | J. Hansen (EQ) 27:19 J. Talbot (PP) 50:45 S. Herr (PP) 55:25 S. Herr (EN) 59:59 | (0:2, 1:1, 3:0) | 03:26 (EQ) D. Kapica 15:56 (PP) M. Vachovec 21:47 (PP) D. Kapica | Widzów: 879 Sędzia główny: Christian Persson Daniel Piechaczek Sędziowie liniowi: Andreas Hofer Rene Jensen |
| Godzina: 16:00 | 8 min. kar                                                                      |                 | 6 min. kar                                                       | Widzów: 879 Sędzia główny: Christian Persson Daniel Piechaczek Sędziowie liniowi: Andreas Hofer Rene Jensen |

| 11 stycznia 2020 | HK Nioman Grodno | 3:4 pd. | SønderjyskE Ishockey | Frøs Arena, Vojens |

| Szczegóły      | Szczegóły                                                         | Szczegóły            | Szczegóły                                                                         | Szczegóły                                                                                           |
| -------------- | ----------------------------------------------------------------- | -------------------- | --------------------------------------------------------------------------------- | --------------------------------------------------------------------------------------------------- |
| Godzina: 19:30 | A. Lewsza (EQ) 30:31 S. Maljawko (EQ) 48:06 A. Sawinau (EQ) 49:16 | (0:0, 1:1, 2:2, 0:1) | 25:23 (PP) S. Frank 43:52 (EQ) M. Little 55:34 (PP) M. Sharp 63:18 (EQ) M. Little | Widzów: 3190 Sędzia główny: Adam Kika Marc Wiegand Sędziowie liniowi: Danny Beresford Elias Seewald |
| Godzina: 19:30 | 6 min. kar                                                        |                      | 8 min. kar                                                                        | Widzów: 3190 Sędzia główny: Adam Kika Marc Wiegand Sędziowie liniowi: Danny Beresford Elias Seewald |

| 12 stycznia 2020 | Cracovia | 1:3 | SønderjyskE Ishockey | Frøs Arena, Vojens |

| Szczegóły      | Szczegóły              | Szczegóły       | Szczegóły                                                       | Szczegóły |
| -------------- | ---------------------- | --------------- | --------------------------------------------------------------- | --- |
| Godzina: 15:30 | A. Domogała (EQ) 58:14 | (0:1, 0:1, 1:1) | 03:26 (EQ) M. Sharp 25:24 (EQ) D. Nielsen 40:50 (EQ) D. Nielsen | Widzów: 4107 Sędzia główny: Aaro Brännare Daniel Piechaczek Sędziowie liniowi: Clément Goncalves Andreas Hofer |
| Godzina: 15:30 | 8 min. kar             |                 | 8 min. kar                                                      | Widzów: 4107 Sędzia główny: Aaro Brännare Daniel Piechaczek Sędziowie liniowi: Clément Goncalves Andreas Hofer |

| 12 stycznia 2020 | Nottingham Panthers | 4:3 | HK Nioman Grodno | Frøs Arena, Vojens |

| Szczegóły      | Szczegóły                                                                            | Szczegóły       | Szczegóły                                                        | Szczegóły                                                                                               |
| -------------- | ------------------------------------------------------------------------------------ | --------------- | ---------------------------------------------------------------- | --- |
| Godzina: 19:00 | J. Hansen (EQ) 26:38 R. Horvat (EQ) 33:33 S. Herr (EQ) 37:01 G. Golovkovs (EQ) 58:50 | (0:2, 3:1, 1:0) | 01:31 (EQ) A. Kisły 15:10 (PP) R. Malinouski 29:57 (EQ) A. Kisły | Widzów: 1118 Sędzia główny: Christian Persson Marc Wiegand Sędziowie liniowi: Rene Jensen Elias Seewald |
| Godzina: 19:00 | 14 min. kar                                                                          |                 | 6 min. kar                                                       | Widzów: 1118 Sędzia główny: Christian Persson Marc Wiegand Sędziowie liniowi: Rene Jensen Elias Seewald |

### Statystyki
- Klasyfikacja strzelców:  Sam Herr (Nottingham Panthers),  Arciom Kisły (HK Nioman Grodno)[2]
- Klasyfikacja asystentów:  Jake Hansen (Nottingham Panthers),  Mark Matheson (Nottingham Panthers)[3]
- Klasyfikacja kanadyjska:  Jake Hansen (Nottingham Panthers)[4]
- Klasyfikacja skuteczności interwencji bramkarzy:  Nicolaj Henriksen[5]
- Klasyfikacja średniej goli straconych na mecz bramkarzy:  Nicolaj Henriksen[5]

Nagrody
W turnieju finałowym przyznano nagrody indywidualne:
- Najlepszy bramkarz turnieju:  Wital Trus (HK Nioman Grodno)
- Najlepszy obrońca turnieju:  Mike Little (Arłan Kokczetaw)
- Najlepszy napastnik turnieju:  Sam Herr (Nottingham Panthers)